# Bistum Fossano
Das Bistum Fossano (lat.: Dioecesis Fossanensis, ital.: Diocesi di Fossano) war eine in Italien gelegene römisch-katholische Diözese mit Sitz in Fossano. Am 1. Juni 2023 ging sie durch die Zusammenlegung mit dem Bistum Cuneo im Bistum Cuneo-Fossano auf.

## Geschichte
Das Bistum Fossano wurde am 15. April 1592 durch Papst Clemens VIII. mit der Apostolischen Konstitution Hodie ex certis aus Gebietsabtretungen des Erzbistums Turin errichtet und diesem als Suffraganbistum unterstellt. 1801 wurde das Bistum Fossano aufgelöst und das Territorium wurde dem Erzbistum Turin angegliedert. Am 17. Juli 1817 wurde das Bistum Fossano durch Papst Pius VII. mit der Apostolischen Konstitution Beati Petri erneut errichtet.
Papst Johannes Paul II. vereinigte das Bistum Fossano am 1. Februar 1999 in persona episcopi mit dem Bistum Cuneo. Am 1. Juni 2023 vereinigte Papst Franziskus die beiden Diözesen zum Bistum Cuneo-Fossano.

## Bischöfe von Fossano
- Camillo Daddeo, 1592–1600
- Pedro de León, 1602–1606
- Tommaso Piolatto CRL, 1606–1620
- Agostino Solaro di Moretta, 1621–1625
- Federico Sandri-Trotti, 1627–1646
- Nicola Dalmazzo OSA, 1648–1653
- Clemente Ascanio Sandri-Trotti, 1658–1675
- Ottaviano della Rovere B, 1675–1677
- Maurizio Bertone CRS, 1678–1701
- Cristoforo Lorenzo Baratta, 1727–1740
- Giambattista Pensa, 1741–1754
- Filippo Mazzetti, 1755–1761
- Carlo Giuseppe Morozzo, 1762–1799
- Luigi Fransoni, 1821–1832, dann Erzbischof von Turin
- Ferdinando Matteo Maurizio Bruno di Tournafort, 1836–1848
- Carlo Giacinto Luigi Maria Fantini, 1849–1852
- Emiliano Manacorda, 1871–1909
- Giosuè Signori, 1910–1918, dann Bischof von Alessandria
- Quirico Travaini, 1919–1934
- Angelo Soracco, 1934–1943
- Dionisio Borra, 1943–1963
- Giovanni Francesco Dadone, 1963–1980
- Severino Poletto, 1980–1989, dann Bischof von Asti
- Natalino Pescarolo, 1992–2005
- Giuseppe Cavallotto, 2005–2015
- Piero Delbosco, 2015–2023
  - seither Bischöfe von Cuneo-Fossano